# Михаил Ракиджиев
Михаил (Михайло, Миялче) М. Ракиджиев е български революционер, деец на Вътрешната македоно-одринска революционна организация.

## Биография
Михаил Ракиджиев е роден през 1878 година в град Битоля, тогава в Османската империя. Занимава се с търговия с алкохолни напитки. По-късно се присъединява към ВМОРО. През 1904 година е избран за член на Битолския окръжен революционен комитет и същевременно е районен началник на Гяваткол. През 1906 година е арестуван покрай Лигушевата афера и по-късно лежи в затвора, но е амнистиран след Младотурската революция от юли 1908 година. Макар и със силно влошено от затвора здраве, продължава да се занимава с революционна дейност. През този период Ракиджиев поддържа тесни връзки с дейците от левицата на македонското освободително движение, като не скрива антипатиите си към дясното крило. След Балканските войни остава в окупираните от Сърбия територии и е подозиран в сътрудничество с новите власти в разбиването на мрежата на ВМОРО. Когато през 1916 година силите на Антантата превземат Битоля, той е изселен принудително от града от частите на оттеглящата се Единадесета пехотна македонска дивизия, поради съмнения в неговата лоялност и опасения от колаборационизъм. След войната се завръща в Битоля, където умира през 1935 година от естествена смърт.
В 1988 година реставрираната къща на Ракиджиев, в която в 1901 година отсяда Гоце Делчев, е превърната в Къща музей „Гоце Делчев“.